# Corujão (Ursinho Pooh)
Corujão (Owl, no original em inglês), é um personagem da turma do Ursinho Puff.
Ele é uma coruja macho que vive no Bosque dos 100 Acres. É o habitante mais velho do Bosque e também o mais sábio, sempre dando conselhos, ensinando e contando histórias de sua vida para os outros personagens, que gostam de ouvi-lo falar. Corujão também é o único habitante do Bosque que sabe ler.
Corujão por outro lado é conhecido por sua dificuldade de se concentrar num assunto sem começar a se desviar porque se lembrou de uma história interessante ou coisa parecida.
Corujão mora em uma casa no topo de uma árvore, lá ele guarda livros sobre quase tudo.

## Aparições
- Winnie-the-Pooh (livro)
- The House at Pooh Corner (livro)
- The Many Adventures of Winnie the Pooh (filme)
- The New Adventures of Winnie the Pooh (série animada)
- Pooh's Grand Adventure: The Search for Christopher Robin (filme)
- Winnie the Pooh: Seasons of Giving (filme)
- The Tigger Movie (filme)
- The Book of Pooh (série animada)
- Piglet's Big Movie (filme)

Corujão aparece em quase todos os episódios e filmes mas não todos. Além disso ele raramente tem uma participação muito importante, mas já houve alguns episódios de The New Adventures of Winnie the Pooh centrados nele:
- Owl Feathers
- Owl In The Family
- Owl's Well That Ends Well